# Oto (gigante Aloade)
Oto (in greco antico: Ὦτος?, Ôtos) è un personaggio della mitologia greca, un gigante Aloade, figlio di Poseidone e di Ifimedia.

## Mitologia
La leggenda parla di Oto e del fratello Efialte come due giganti conosciuti col nome di Aloadi che un giorno, volendo assaltare gli dei dell'Olimpo, misero il Monte Ossa sopra al Monte Olimpo e sopra a questo il Monte Pelio. 

Non avevano paura di nulla, poiché era stato profetizzato che non sarebbero stati uccisi né da dei né da uomini ma Artemide si trasformò in un cervo bianco e andò loro incontro.
I due giganti, disputandosi la loro abilità usarono le loro lance per colpirla ma finirono per colpirsi ed uccidersi a vicenda.
Omero riporta questa leggenda sia nell'Iliade (libro V) che nell''Odissea (libro XI), narrando anche dei trattamenti subiti da Ares, incatenato e rinchiuso in un vaso di bronzo fino a che Ermes non giunse a liberarlo.